# Carles Navales i Turmos
Carles Navales i Turmos (Cornellà de Llobregat, 1952 - Girona, 16 de juny de 2011) fou un líder sindical i polític a Catalunya, especialment actiu en l'oposició al franquisme de la dècada de 1970 i en els primers anys de la transició democràtica.
Treballador industrial del vidre, va desenvolupar una intensa activitat sindical en el si de Comissions Obreres. Membre de Bandera Roja en la seva joventut, es va unir després al Partit Socialista Unificat de Catalunya (PSUC). Va destacar la seva activitat sindical a la comarca catalana del Baix Llobregat, on va impulsar una vaga en l'empresa on treballava, ELSA, fabricant de productes de vidre, a juliol de 1974 durant la negociació del conveni col·lectiu, durant la Festa Major a Cornellà, que va arrossegar a una mobilització obrera sense precedents en la dictadura franquista a l'àrea industrial catalana, estenent-se la vaga a més de 400 empreses durant gairebé una setmana. Finalment els treballadors van aconseguir la signatura del conveni però Navales va ser acomiadat, detingut, torturat i condemnat pel Tribunal d'Ordre Públic. Els seus companys li van sobrenomenar "El noi del vidre", en record i com a homenatge a Salvador Seguí i Rubinat, assassinat en 1923 i conegut com "El noi del sucre"). Navales va esdevenir secretari general de Comissions Obreres al Baix Llobregat.
Amnistiat en 1977, ja en la transició democràtica, fou un ferm defensor de l'eurocomunisme en el si del PSUC i de la unitat d'acció sindical. D'aquella època datava la seva amistat personal amb el dirigent comunista, Santiago Carrillo, al que li va unir una sòlida amistat fins a la seva mort. En l'àmbit polític va ser regidor de Cultura de Cornellà i va acabar afiliant-se al Partit dels Socialistes de Catalunya (PSC). Es va llicenciar en sociologia i va mantenir una intensa tasca de formació sindical, va fundar i va dirigir fins a la seva defunció la revista de pensament social, La Factoria. El 2011 fou condecorat amb la Medalla al Treball President Macià per la Generalitat de Catalunya.